# Bereg
Bereg (în ucraineană Берегове, transliterat: Berehove, în maghiară Beregszász, în rusă Берегово, transliterat: Beregovo) este un oraș regional în regiunea Transcarpatia, Ucraina. Deși subordonat direct regiunii, este și reședința raionului Bereg. În afara localității principale, mai cuprinde și satul Zatîșne.
Este situat în apropierea frontierei ungare, la 51 de kilometri la sud de Ujhorod și la 623 de kilometri la sud-vest de Kiev. În anul 2010, populația orașului se ridica la 24.615 de locuitori.

## Istorie
În secolul al XI-lea, apărea aici o primă localitate cu numele Lampertshaus sau Louprekhaza. Această localitate a fost cucerită de mongoli și distrusă în 1240 - 1241.
În a doua jumătate a secolului al XIII-lea, orașul a fost reconstruit și redenumit pentru prima oară Beregzaza, devenind centrul de reședință al comitatului de Bereg. Din 1342, a devenit oraș regal liber. În anul 1566, orașul a fost din nou devastat de mongoli, în anul 1657 de polonezi, iar în anul 1686 de către maghiarii insurgenți ridicați contra habsburgilor.
Până la sfârșitul Primului Război Mondial, orașul a fost capitală a comitatului de Bereg, apoi a făcut parte din Cehoslovacia, dar în urma primului dictat de la Viena din 2 noiembrie 1938, a intrat în componența Ungariei.
După Paștile evreiești din anul 1944, evreii din Bereg și din împrejurimi au fost adunați în ghetoul orașului de către ocupanții hitleriști și apoi deportați într-un lagăr de exterminare.
După 1945, Bereg face parte din Ucraina, mai întâi  în cadrul Uniunii Sovietice, iar din 1991 din Ucraina independentă.

## Geografie
Drumul european E81, care leagă sud-vestul Ucrainei de România, trece prin orașul Bereg.

## Demografie
Componența lingvistică a orașului Bereg
     Maghiară (55,87%)
     Ucraineană (37,29%)
     Rusă (6,38%)
     Alte limbi (0,26%)
Conform recensământului din 2001, majoritatea populației orașului Bereg era vorbitoare de maghiară (55,87%), existând în minoritate și vorbitori de ucraineană (37,29%) și rusă (6,38%).
În 1910, orașul avea 12.933 de locuitori, dintre care: 12.432 maghiari, 221 ruteni și 140 germani.
În anul 2004, populația orașului se ridica la 26.100 de locuitori, dintre care: 
- 48,1% maghiari,
- 38,9% ucraineni, inclusiv cei care s-au declara ruteni,
- 6,4% țigani,
- 5,4% ruși.

Recensăminte (*) sau estimări ale populației  :
| 1910   | 1989*  | 2001*  | 2004   | 2005   | 2006   | 2007   | 2008   | 2009   | 2010   | 2011   | 2012   | 2013   | 2014   | 2015   | 2016   |
| ------ | ------ | ------ | ------ | ------ | ------ | ------ | ------ | ------ | ------ | ------ | ------ | ------ | ------ | ------ | ------ |
| 12.933 | 30.157 | 26.735 | 26.100 | 25.600 | 25.260 | 24.985 | 24.869 | 24.708 | 24.615 | 24.580 | 24.505 | 24.448 | 24.371 | 24.273 | 24.038 |

## Transporturi
Localitatea Berg / Berehove se află la 65 km de Ujhorod pe calea ferată și la 72 km pe șosea.

## Personalități născute aici
- Júlia Szegő (1893 - 1987), folcloristă maghiară.

## Înfrățiri
Orașul Bereg este înfrățit cu: 
- Przeworsk,  Polonia
- Kecskemét,  Ungaria
- Zalaegerszeg,  Ungaria
- Satu Mare,  România
- Miercurea Ciuc,  România
- Budapesta,  Ungaria